# Băilești (sit SCI)
Băilești este o arie protejată (sit de importanță comunitară — SCI) din România, desemnată în scopul protejării biodiversității și menținerii într-o stare de conservare favorabilă a florei spontane și faunei sălbatice, precum și a habitatelor naturale de interes comunitar aflate în arealul zonei de protecție. Aceasta se întinde pe o suprafață de 96,3 ha, integral pe uscat.

## Localizare
Situl Băilești se întinde pe teritoriul administrativ al municipiului omonim din județul Dolj. Centrul acestuia este situat la coordonatele 43°59′38″N 23°21′10″E / 43.994003°N 23.352894°E.

## Înființare
Băilești (ROSCI0288) a fost declarat sit de importanță comunitară în februarie 2016 pentru a proteja o specie din fauna sălbatică a României.

## Biodiversitate
Situată în ecoregiunea continentală a Câmpiei Române, aria protejată nu conține habitate naturale.
La baza desemnării sitului se află popândăul european (Spermophilus citellus), un mamifer (din familia Sciuridae) ocrotit la nivel european prin Directiva C.E. 92/43/CE (anexa I-a) din 21 mai 1992 (privind conservarea habitatelor naturale și a speciilor de faună și floră sălbatică) și aflat pe lista roșie a IUCN.